# Iosîpivka, Uleanovka
Iosîpivka (în ucraineană Йосипівка) este o comună în raionul Uleanovka, regiunea Kirovohrad, Ucraina, formată numai din satul de reședință.

## Demografie
Componența lingvistică a comunei Iosîpivka
     Ucraineană (98,11%)
     Rusă (1,83%)
     Alte limbi (0,06%)
Conform recensământului din 2001, majoritatea populației comunei Iosîpivka era vorbitoare de ucraineană (98,11%), existând în minoritate și vorbitori de rusă (1,83%).